# Frescata
Frescata es una marca registrada de los restaurantes Wendy's, y fue utilizada para referirse a la línea ahora discontinuada de sándwiches. Los productos fueron hechos en un estilo "deli", y fueron diseñados para competir con las comidas de Subway y Blimpie's. El producto Frescata no ofrecía el formato "mira mientras se hace" como otras ofertas de tiendas de sándwiches. Debido a las pocas ventas y tiempos largos de preparación, el producto fue descontinuado. Los sándwiches en la línea Frescata incluían Frescata Club, Roasted Turkey & Swiss, Black Forest Ham & Swiss y Chunky Chicken Salad Frescata. El Frescata fue introducido en abril de 2006, y la retirada comenzó en diciembre de 2007.

## Nombre
De acuerdo a St. Petersburg Times, la palabra "Frescata" no parece que signifique algo en cualquier otro lenguaje, incluyendo el italiano, referenciado al sándwich Fescata Italiana. De acuerdo al artículo, la palabra Frescata fue acuñada para traer en menta la palabra "fresco", incluso sí, como sugiere ela rtículo, ese no siempre es el caso en la realidad. 